# Nell Gwyn
Nell Gwyn (o Gwynn o Gwynne), nacida Eleanor, (2 de febrero de 1650-14 de noviembre de 1687), fue una de las primeras actrices inglesas que obtuvo reconocimiento público, y fue amante durante muchos años del rey Carlos II. Samuel Pepys la llamó pretty, witty Nell («bella e ingeniosa Nell»). Personificó el espíritu de la Restauración inglesa, llegando a ser considerada una heroína popular, con una historia que recuerda a la de Cenicienta. Elizabeth Howe, en The First English Actresses, dice que era «la más famosa actriz de la Restauración, poseedora de un extraordinario talento cómico» Nell tuvo dos hijos de Carlos: Charles Beauclerk, primer conde de Burford, más tarde duque de St Albans (1670-1726) y James Beauclerk (1671-1680).

## Infancia y juventud
Se sabe poco de sus primeros años. Parece que su madre era una mujer de clase baja, llamada Helena (o quizás Eleanor) Gwyn, nacida Smith, y su padre Thomas Gwyn, un capitán del ejército realista durante la Guerra civil inglesa. Tres ciudades se disputan ser el lugar de nacimiento de Nell Gwyn: Hereford, Londres (en particular Covent Garden), y Oxford. Su infancia transcurrió en los bajos fondos de Londres, dándose como posible que actuara como una niña prostituta.
Después de la reapertura de los teatros en 1660, los King's Company, comandada por Thomas Killigrew, abrió un nuevo teatro, el Teatro en la calle Bridges (más tarde reconstruido y rebautizado como Teatro Real de Drury Lane). Mary Meggs, una antigua prostituta conocida de Madam Gwyn, obtuvo licencia para vender naranjas, limones, fruta, dulces y otras chucherías en el teatro. Mary Meggs contrató a Nell y a su hermana mayor, Rose como «naranjeras», para vender las pequeñas naranjas dulces al público dentro del teatro. Algunas fuentes indican que es posible que Gwyn se prostituyera durante su tiempo de naranjera.

## Actriz
Gwyn empezó como actriz en la calle Bridges cuando tenía catorce años. Atrajo la atención de Killigre con su belleza, una voz clara y fuerte y un ingenio vivaz. Gwyn fue analfabeta toda su vida, lo que complicaba la memorización de sus papeles. Aprendió el oficio de uno de los mejores actores de la época, Charles Hart, y a bailar la enseñó otro, John Lacy. Su primera aparición sobre el escenario fue en marzo de 1665, en el drama heroico de Dryden titulado El emperador indio, en el papel de Cydaria, hija de Montezuma y el interés amoroso de Cortés.
Pero su género no era el drama, sino la comedia de la Restauración, en la que triunfó. En mayo de 1665, apareció en la comedia de James Howard titulada Todos confundidos, o la Pareja Loca. Fue la primera de sus muchas apariciones en las que Gwyn y Charles Hart interpretaban una "alegre pareja", una forma que sería un tema frecuente en las comedias de la restauración. Una pareja alegre, en sentido amplio, es una pareja de amantes, antagonistas e ingeniosos, él generalmente un libertino que tiene miedo a quedar atrapado en el matrimonio y ella fingiendo hacer lo mismo para mantener a distancia a su amante. Howe considera que el éxito de este tipo de tema se debe en exclusiva al "talento y popularidad de una sola actriz, Nell Gwyn".
La gran plaga de Londres cerró el teatro desde el verano boreal de 1665 hasta el otoño boreal de 1666. Nell y su madre marcharon a Oxford, siguiendo al rey y su corte. Las actrices de la compañía obtuvieron el honor de llevar la librea del rey a principios de este exilio, proclamando así que eran criados oficiales del rey.
Después de la reapertura de los teatros, Gwyn y Hart reiteraron su interpretación de la alegre pareja en toda una serie de obras, entre ellas la más exitosa, Amor secreto, o la reina doncella. Esta obra, una tragicomedia escrita por el dramaturgo de la casa, John Dryden, se interpretó en marzo de 1667. Muchas comedias de la época, como La reina doncella, incluían papeles con calzones, en los que las actrices aparecían travestidas de hombres. En 1667 parece que Nell Gwyn se hizo amante de Charles Sackville, sexto conde de Dorset, por entonces titulado Lord Buckhurst, típico disoluto libertino ingenioso, cultivado y encantador. Se supone que ella atrajo su atención durante una interpretación en abril de Todos confundidos, o la Pareja Loca. A finales de ese mes, Gwyn y Buckhurst se marcharon a Epsom, acompañados por Charles Sedley. Nell Gwyn estaba actuando nuevamente a finales de agosto, y su breve relación con Buckhurst había acabado.

## Relación con el rey Carlos II

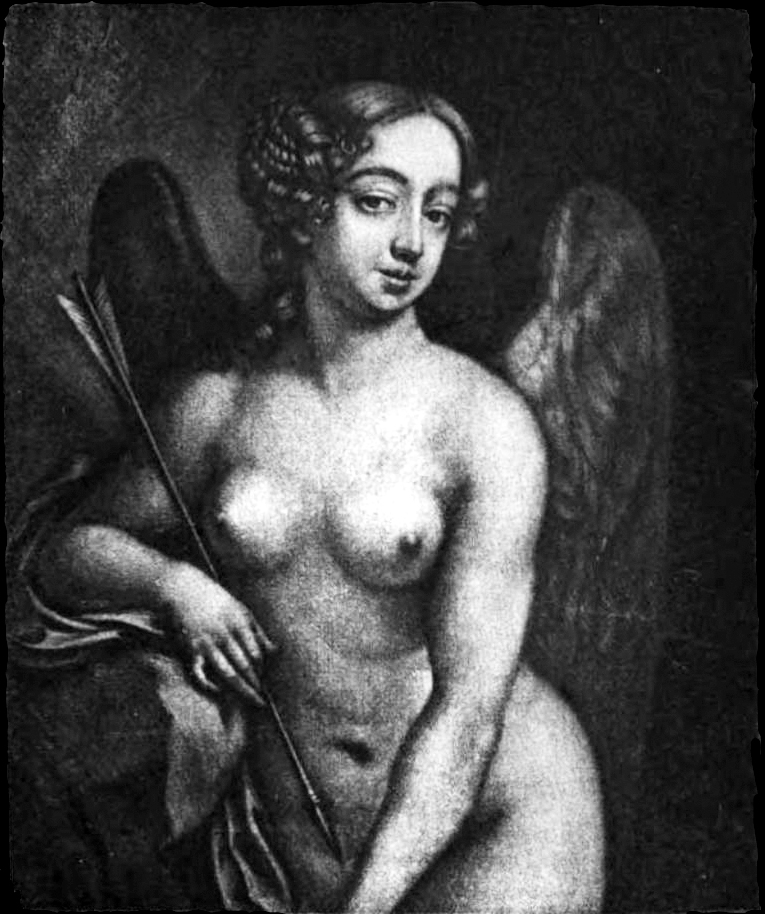
Nell Gwyn como Cupido h. 1672; grabado de Richard Thomson, a partir de una pintura de Peter Cross.

A finales de 1667, George Villiers, segundo Duque de Buckingham, asumió el papel de contactar con Gwyn para sustituir como amante del rey a Barbara Palmer, Primera Duquesa de Cleveland. El plan falló, al parecer por las aspiraciones económicas de Gwyn, que pedía 500 libras al año. La relación entre el rey y Gwyn comenzó en abril de 1668. Habiendo sido previamente amante de Charles Hart y Charles Sackville, Nell en bromas llamaba al rey «su Carlos Tercero». Para el verano boreal de 1668, su relación era bien conocida, pero había pocas razones para creer que durase mucho. Ella siguió actuando, creciendo su popularidad y animando a los dramaturgos a escribir papeles específicos para ella. No obstante, conforme su vínculo con el rey se hacía más fuerte, su carrera interpretativa se iba ralentizando, y no consta que interpretara ningún papel entre enero y junio de 1669, cuando fue Valeria en la muy exitosa tragedia de Dryden Amor tiránico.
El rey Carlos II tuvo un considerable número de amantes a lo largo de toda su vida, tanto relaciones cortas como largos compromisos, y una esposa, la reina consorte Catalina de Braganza. Durante los primeros años de relación entre Gwyn y Carlos, pocas amantes rivalizaron con ella. Nell dio a luz a su primer hijo, Carlos, el 8 de mayo de 1670. Era el séptimo hijo del rey, de cinco amantes diferentes.
Amante del rey fue Luisa de Kérouaille, dama francesa totalmente opuesta a Nell, quien la llamaba Squintbella por su apariencia y la «Almohada del llanto» por su tendencia a sollozar. Su relación no era estrictamente de oponentes, ya que a veces tomaban el té juntas y jugaban a las cartas, por ejemplo.
Gwyn regresó a los escenarios a finales de 1670, algo extraordinario para una amante real que había tenido un hijo. Su regreso fue con la obra de Dryden La Conquista de Granada, un drama épico en dos partes, producido en diciembre de 1670 y enero de 1671. Pudo haber sido su última obra; 1671 fue casi seguro su última temporada. La carrera teatral de Nell Gwyn se desarrolló a lo largo de siete años y acabó cuando tenía 21 años.

## Última etapa
En febrero de 1671, Nell se trasladó a una casa en Pall Mall, Londres, propiedad de la corona, donde vivió el resto de su vida. En 1676 Gwyn recibió la propiedad, que permanecería en su familia hasta 1693. Nell dio a luz a un segundo hijo del rey, Jacobo, el 25 de diciembre de 1671. Enviado a estudiar a París a los seis años, moriría allí en 1681. Las vida de este niño en París y la causa de su muerte se desconocen. Al hijo mayor se le concedió el Condado de Burford. El rey concedió a Nell y a su hijo Burford House, al borde del Home Park en Windsor. Ella vivía allí cuando el rey estaba en el castillo de Windsor.
Además de esas propiedades, Nell tuvo una residencia de verano. El rey Carlos murió el 6 de febrero de 1685. Jacobo II, obedeciendo la petición de su hermano en su lecho de muerte —«No dejes que la pobre Nelly pase hambre»—, con el tiempo pagó la mayor parte de las deudas de Gwyn y le dio una pensión de 1.500 libras al año. Jacobo presionó para que ella y su hijo se convirtieran al catolicismo.
En marzo de 1687, Gwyn sufrió un ataque que la dejó paralizada de un lado. En mayo, un segundo ataque la confinó en su cama de Pall Mall; hizo testamento el 9 de julio. Nell Gwyn murió el 14 de noviembre de 1687, a las diez de la noche, menos de tres años después de la muerte del Rey, a los 37 años.
Fue enterrada en la Iglesia de St Martin-in-the-Fields, en la esquina de Trafalgar Square, Londres.
Aunque analfabeta, su ingenio le granjeó la amistad de John Dryden y Aphra Behn. Además, fue una de las pocas amantes reales que se granjeó la simpatía del pueblo. Cuando murió, todo Londres asistió a su funeral y su oración fúnebre fue pronunciada por un vicario que después llegó a ser Arzobispo de Canterbury. Cabe aclarar que tal muestra de afecto fue desinteresada, pues Carlos II había muerto dos años antes.